# Hội chứng đột tử ở trẻ sơ sinh
Hội chứng đột tử ở trẻ sơ sinh (SIDS), còn được gọi là những cái chết trong nôi (crib death, cot death), là cái chết xảy đến đột ngột mà không rõ nguyên nhân ở đứa trẻ chưa đầy một tuổi. Kết quả chẩn đoán cái chết vẫn không giải thích được ngay cả khi đã khám nghiệm tử thi kỹ lưỡng và điều tra hiện trường tỉ mĩ. SIDS thường xảy ra trong khi ngủ. Thường cái chết xảy đến trong khoảng thời gian từ 00:00 đến 09:00. Và cũng thường không có bằng chứng vật lộn và không có tiếng kêu.
Chính xác nguyên nhân của SIDS vẫn còn chưa biết rõ. Một tập hợp các yếu tố bao gồm tính nhạy cảm cơ bản riêng, thời gian nhất định trong phát triển và những nguyên nhân gây căng thẳng trong môi trường sống đã được đề xuất. Những tác nhân gây căng thẳng môi trường này có thể bao gồm ngủ sấp hoặc nằm nghiêng, quá nóng và tiếp xúc với khói thuốc lá. Tai nạn ngạt thở do ngủ chung giường hoặc đồ vật mềm cũng đóng một vai trò. Một yếu tố nguy cơ khác là được sinh ra trước tuần thứ 39 của thai kỳ). SIDS chiếm khoảng 80% trường hợp trẻ sơ sinh tử vong đột ngột và bất ngờ (SUID). Các nguyên nhân khác bao gồm nhiễm trùng, rối loạn di truyền và bệnh về tim. Mặc dù lạm dụng trẻ em dưới hình thức gây nghẹt thở có chủ ý có thể bị chẩn đoán nhầm là SIDS, nhưng điều này chỉ chiếm ít hơn 5% các trường hợp.
Phương pháp hiệu quả nhất để giảm nguy cơ SIDS là đặt trẻ dưới một tuổi nằm ngửa khi ngủ. Các biện pháp khác bao gồm nệm cứng tách rời nhưng gần với người chăm sóc, không trải bộ đồ giường lỏng lẻo, môi trường ngủ vừa đủ mát mẻ, sử dụng núm vú giả cho em bé ngậm và tránh tiếp xúc với khói thuốc lá. Nuôi con bằng sữa mẹ và tiêm chủng cũng có thể được phòng ngừa. Các biện pháp không hữu ích bao gồm các thiết bị định vị và theo dõi bé. Sử dụng quạt không đủ bằng chứng. Hỗ trợ đau buồn cho các gia đình nạn nhân bởi SIDS là điều rất quan trọng, vì cái chết của trẻ sơ sinh là đột ngột, không nhân chứng và thường đi cùng với một cuộc điều tra.
Tỷ lệ SIDS thay đổi gần mười lần ở các nước phát triển từ một phần nghìn đến một phần mười. Trên toàn cầu, SIDS đã dẫn đến khoảng 19.200 cái chết trong năm 2015, giảm từ 22.000 cái chết vào năm 1990. SIDS là nguyên nhân gây tử vong thứ ba ở trẻ em dưới một tuổi ở Hoa Kỳ vào năm 2011. Đây là nguyên nhân gây tử vong hàng đầu ở trẻ từ một tháng đến một tuổi. Khoảng 90% trường hợp xảy ra trước sáu tháng tuổi, trong đó thường xảy ra nhất là từ hai tháng đến bốn tháng tuổi. SIDS phổ biến ở các bé trai hơn các bé gái.